# 大萼葵
大萼葵（学名：Cenocentrum tonkinense）为锦葵科大萼葵属下的一个种。